# Diocèse de Borg
Le diocèse de Borg est l'un des onze diocèses que compte actuellement l'Église de Norvège qui est de confession luthérienne.
Son territoire s'étend sur l'ensemble du Comté d'Østfold et son siège se trouve à la Cathédrale de Fredrikstad. L'évêque diocésien est actuellement Helga Haugland Byfuglien.